# Okamejei heemstrai
Okamejei heemstrai is een vissensoort uit de familie van de Rajidae. De wetenschappelijke naam van de soort is voor het eerst geldig gepubliceerd in 1982 door McEachran & Fechhelm.